# Salvatore Gentile
Salvatore Gentile (Nicosia, 10 maggio 1934) è un botanico e naturalista italiano.

## Biografia
Dopo essersi laureato in Agraria nel 1958, ha ottenuto la Libera Docenza in Fitosociologia nel 1964, quindi, nel 1972, ha vinto il concorso a una Cattedra universitaria, divenendo così Professore ordinario di Botanica e Docente di Botanica e di Geobotanica dell'Università di Genova.
Dal 1972 al 1980 e dal 1984 al 1990 è stato direttore dell'Istituto Botanico e dell'Orto botanico dell'Università di Genova.
Dal 1987 al 1990 è stato direttore del Giardino botanico Hanbury de La Mortola, presso Ventimiglia.
Dal 1977 al 1982 ha fatto parte del Comitato europeo per la realizzazione della Carte de la végétation naturelle des états membres des Communautés européennes et du Conseil de l'Europe.
Dal 1983 al 1988 è stato presidente della Società Italiana di Fitosociologia.
Dal 1989 è membro dell'Accademia Ligure di Scienze e Lettere.
È autore di testi universitari di Botanica e di Geobotanica, e di diversi lavori scientifici, anche a carattere monografico, riguardanti aspetti di Geobotanica e di Fitosociologia in ambiti mediterranei (insulari e peninsulari), appenninici ed alpini, nonché di Tassonomia botanica.

## Opere
Degni di particolare menzione sono i lavori:
- Sinfitotassonomia, con tipificazione floristico-ecologica ed inquadramento fitosociologico di formazioni vegetali, sia prative sia forestali, in unità sintassonomiche nuove ed originali (Lygeo-Eryngietum dichotomi Gentile 1961;
  - Aquifolio-Fagetum  Gentile 1964;
  - Asyneumati-Fagetum Gentile 1964;
  - Geranio versicoloris-Fagion Gentile 1969;
  - Teucrio siculi-Quercetum ilicis Gentile 1969;
  - Geranio nodosi-Fagion Gentile 1973;
  - Trochiscantho-Fagetum Gentile 1973;
  - Calamagrostio villosae-Pinetum uncinatae rostratae Gentile 1995);
- Sinfitodinamica, con valutazioni delle potenzialità della vegetazione di diversi territori italiani.
- Cartografia della vegetazione, sia reale attuale sia naturale attualmente potenziale
  - "Carta della Vegetazione naturale potenziale della Sicilia" e relativa "Memoria illustrativa", 1968;
  - "Map of the natural Vegetation of the member countries of the European Community and the Council of Europe", 1987: ISBN 92-825-7265-X, ISBN 92-871-1046-8);
- Lavori di Valutazione di Impatto Ambientale (ossia di gradienti di antropizzazione) mediante “Indici Geobotanici di Impatto Ambientale” (“IGIA”), di formulazione originale, con loro prima applicazione al territorio del Promontorio di Portofino:
  - “Fitocenosi e carta della Vegetazione del Promontorio di Portofino”, 2004: ISBN 90-77634-01-0

| Controllo di autorità | VIAF (EN) 103146937702413830416 · GND (DE) 1106407296 |